# Eucera turcomannica
Eucera turcomannica là một loài Hymenoptera trong họ Apidae. Loài này được Morawitz mô tả khoa học năm 1880.